# Ernst Brasche
Ernst Konrad Otto Brasche (ur. 27 listopada 1873 w Saarde, zm. 12 listopada 1933 w Tallinnie) – rosyjski żeglarz, olimpijczyk, zdobywca brązowego medalu w regatach na Letnich Igrzyskach Olimpijskich w 1912 roku w Sztokholmie.
Na Letnich Igrzyskach Olimpijskich 1912 zdobył brąz w żeglarskiej klasie 10 metrów. Załogę jachtu Gallia II tworzyli również Esper Biełosielski, Nikołaj Pusznicki, Aleksandr Rodionow, Iosif Schomaker, Philipp Strauch i Karl Lindholm.